# Ravigia basiplaga
Ravigia basiplaga är en fjärilsart som beskrevs av William Schaus 1905. Ravigia basiplaga ingår i släktet Ravigia och familjen träfjärilar. Inga underarter finns listade i Catalogue of Life.